# Tom Cullen

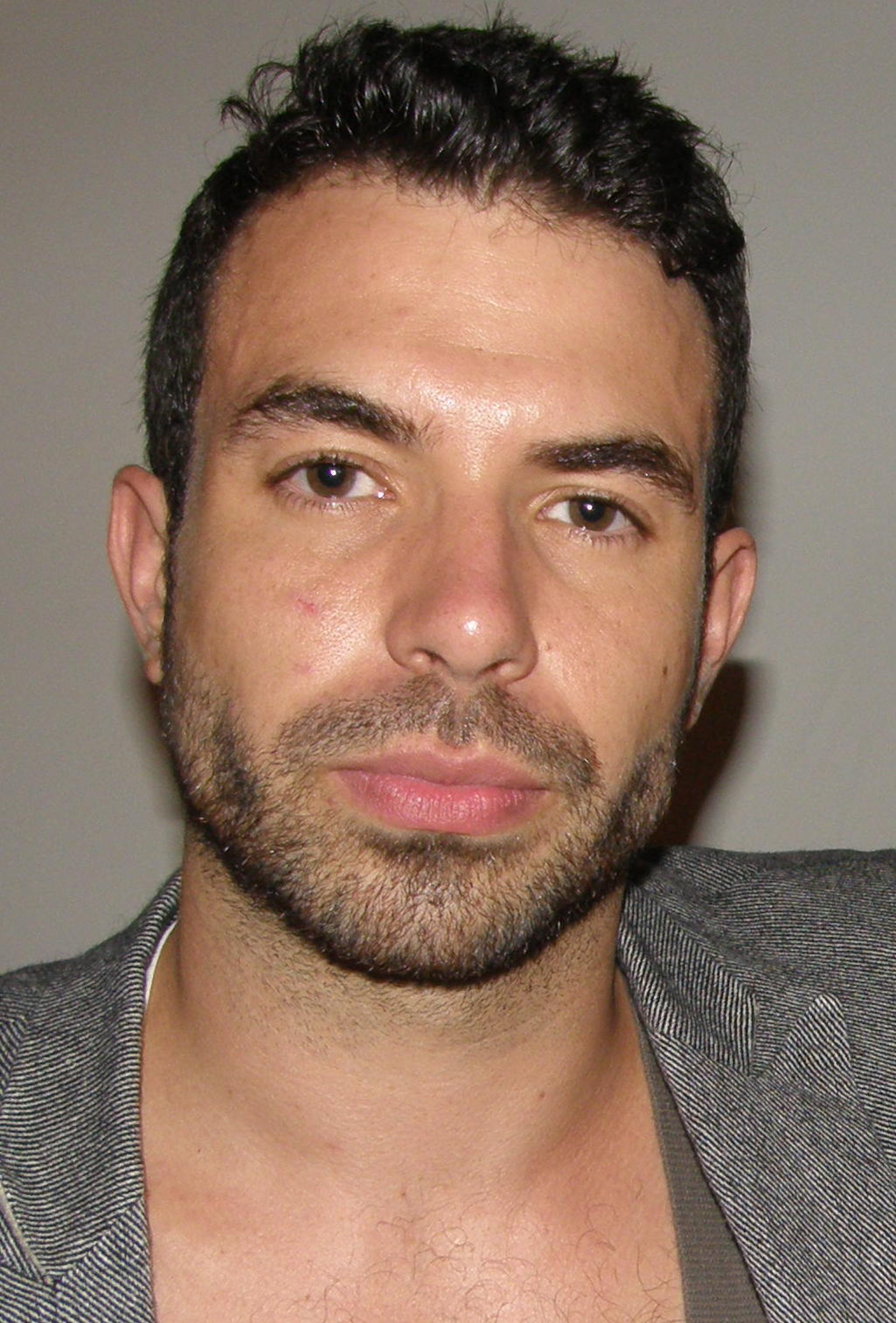
Tom Cullen (2011)

Tom Osborne Cullen (* 17. Juli 1985 in Aberystwyth, Wales) ist ein britischer Schauspieler.

## Leben und Karriere
Cullen studierte Schauspiel am Royal Welsh College of Music & Drama in Cardiff und schloss diese 2009 ab. Nach mehreren Theaterrollen unter anderem am Bristol Old Vic erhielt er die Hauptrolle des Russell in Andrew Haighs Filmdrama Weekend (2011). Für den Film erhielt er mehrere Nominierungen und wurde mit dem British Independent Film Award als bester Newcomer ausgezeichnet. Es folgten die monatelangen Dreharbeiten in Ungarn zum Fernsehfilm Die Tore der Welt, in dem Cullen als Wulfric zu sehen ist.
Von 2013 bis 2014 spielte er in der Historiendramaserie Downton Abbey die Rolle des Lord Gillingham, wofür er 2016 zusammen mit der restlichen Besetzung mit dem Screen Actors Guild Award in der Kategorie Bestes Schauspielensemble in einer Dramaserie ausgezeichnet wurde. 2015 übernahm er in der Miniserie The Trials of Jimmy Rose die Rolle von Joe Rose, dem Sohn der titelgebenden Figur (gespielt von Ray Winstone), und 2016 in der Krimiserie The Five, über vier Freunde und das Verschwinden des jüngeren Bruders von einem von ihnen, die Rolle von Mark Wells.
In der Historiendramaserie Knightfall des US-Senders History über das Ende des Templerordens wird Cullen die Rolle des Sir Landry, dem Anführer des Templerordens, spielen.
In der Starz-Serie Becoming Elizabeth aus dem Jahr 2022 übernimmt er die Rolle des High Admiral, Sir Thomas Seymour. 
Er war ab 2011 mit der kanadischen Schauspielerin Tatiana Maslany liiert.

## Filmografie (Auswahl)
- 2010: Pen Talar (Fernsehserie, 2 Folgen)
- 2011: Weekend
- 2012: Die Tore der Welt (World Without End)
- 2013: The Last Days on Mars
- 2013: Black Mirror (Fernsehserie, Folge 1x03)
- 2013–2014: Downton Abbey (Fernsehserie, 12 Folgen)
- 2015: The Trials of Jimmy Rose (Miniserie, 3 Folgen)
- 2016: The Other Half
- 2016: The Five (Fernsehserie, 10 Folgen)
- 2016: Überleben – Ein Soldat kämpft niemals allein (Mine)
- 2017: Orphan Black (Fernsehserie, 1 Folge)
- 2017: Gunpowder (Miniserie, 3 Folgen)
- 2017–2019: Knightfall (Fernsehserie, 18 Folgen)
- 2018: Genius (Fernsehserie, 2 Folgen)
- 2019: Castle in the Ground
- 2022: Becoming Elizabeth (Fernsehserie, 6 Folgen)
- seit 2023 Das Gold (The Gold, Fernsehserie)

## Auszeichnungen
- 2011: British Independent Film Award als Bester Newcomer für Weekend
- 2016: Screen Actors Guild Award in der Kategorie Bestes Schauspielensemble in einer Dramaserie für Downton Abbey